# Station Clifton Down
Clifton Down is een spoorwegstation van National Rail in Clifton, Bristol in Engeland. Het station is eigendom van Network Rail en wordt beheerd door Great Western Railway. Het station is Grade II listed